# Soddisfazione del cliente
La soddisfazione del cliente (in lingua inglese customer satisfaction) indica l'insieme di tecniche e strategie volte alla massimizzazione della soddisfazione della clientela o buyer persona.

## Storia
A partire dagli anni novanta del XX secolo la rilevanza strategica della soddisfazione del cliente come obiettivo aziendale è andata sempre aumentando a livello globale, sostenuta da alcune tendenze evolutive del mercato. Tra le cause dell'orientamento alla soddisfazione del cliente, Busacca (1994) adduce quattro tendenze strutturali del rapporto domanda e offerta:
- Il progressivo incremento della pressione concorrenziale, che aumenta nelle imprese il bisogno di una vicinanza psicologica nei confronti del cliente.
- L'affermarsi di nuove fonti di vantaggio competitivo, connesse allo sviluppo delle risorse immateriali dell'impresa legate al valore aggiunto della marca, del prodotto, ed in generale tutte le caratteristiche che avvolgono la fisicità del prodotto/servizio.
- L'aumento della complessità tecnologica dei prodotti/servizi. Questa caratteristica comune alla quasi totalità degli odierni mercati, manifesta i suoi effetti anche sui processi d'acquisto. Si rende infatti problematica per il consumatore la formulazione dei criteri di scelta chiari ed espliciti. Alla luce di questa esigenza si richiede allora una più attenta e attiva politica di servizi, che permea e avvolge il prodotto stesso ridefinendo le sue componenti intangibili a misura di utente.
- Una dinamica evolutiva della domanda caratterizzata più che in passato da un consumatore alla ricerca di prodotti e servizi di qualità superiore, ed in generale un consumatore che cerca nel consumo l'integrazione di più bisogni.

In estrema sintesi emerge chiaramente da questi punti come, da un punto di vista psicologico, il consumo non sia più limitato, nelle aspettative del consumatore, al solo beneficio materiale. I processi di consumo risultano allora intrisi di meccanismi di definizione di sé. Attraverso l'acquisto di un prodotto si definisce anche un'identità.
Nel momento in cui la componente del servizio diviene fondamentale, avvolge e sostiene il prodotto in tutti i processi di consumo, la misura della soddisfazione del cliente diviene un caposaldo necessario per ottenere il vantaggio competitivo.

## Metodologie di analisi
Nel proposito di trasformare in misura quantitativa il concetto di soddisfazione del cliente, esso risulta inscindibile dal concetto di qualità del prodotto/servizio. Tale qualità è ulteriormente definibile in termini di qualità percepita.
Uno dei contributi a tutt'oggi ancora utilizzati nella misura della soddisfazione del cliente, incentrato sull'indagine della qualità percepita del prodotto, è il modello Servqual di Parasuraman, Zeithaml e Berry (1994). Gli autori costruiscono la misura della qualità percepita, e quindi della soddisfazione del cliente, attraverso un confronto tra:
- le aspettative con cui il cliente si accosta alla tipologia di prodotto/servizio;
- le percezioni del prodotto/servizio avvenute dopo il consumo/utilizzo.

Questo confronto è operato attraverso una metodologia detta paradigma della discrepanza. Essa si basa su un criterio sottrattivo tra livello delle percezioni di un prodotto/servizio con il livello di aspettative in relazione a quella tipologia di prodotto/servizio. La soddisfazione è intesa come stato psicologico derivante da un gap tra la valutazione dell'avvenuta esperienza di consumo e le attese del consumatore in merito a tale esperienza.
Il modello Servqual ha identificato una serie di aree di indagine che caratterizzano la qualità del prodotto/servizio. Gli autori, attraverso l'applicazione di tecniche di tipo fattoriale identificano 5 aree caratterizzanti la soddisfazione del cliente:
1. Aspetti tangibili, inteso come giudizio di qualità sulle componenti estetiche e funzionali degli aspetti percepibili che compongono il servizio, siano essi relativi alle strutture fisiche, alle attrezzature, al personale, agli strumenti di comunicazione.
2. Affidabilità, giudizio riguardante la capacità dell'impresa proponente il servizio di prestare opera in maniera affidabile e precisa. Tale area è costituita da item che indagano la correttezza in senso formale e sostanziale nella prestazione d'opera.
3. Capacità di risposta, dove viene indagato il giudizio dell'utente sulla capacità dell'impresa di costituire una funzione di supporto che faciliti la relazione tra operatori e fruitori.
4. Capacità di rassicurazione, che indaga la capacità del personale di trasmettere sicurezza nello svolgere le transazioni del cliente, creando un ambiente orientato all'accoglimento dei suoi bisogni.
5. Empatia, capacità dell'impresa, e dell'interfaccia con cui interagisce il consumatore, di fornire un servizio personalizzato capace di andare incontro ai reali bisogni del singolo cliente, nella sua specificità e individualità.

## Progettazione della misura
Nella realizzazione della soddisfazione del cliente attraverso il modello Servqual, è utile tenere conto di tutte le indicazioni metodologiche per la stesura dei questionari.
Il punto focale della misura, ossia il confronto tra percezioni e aspettative, si compone di queste fasi:
1. Misurare la percezione del consumatore in termini di atteggiamento nei confronti dell'oggetto/servizio al centro dell'indagine. Un esempio potrebbe essere: "gli impianti di questo centro benessere sono ben curati".
2. Misurare le attese in relazione allo stesso oggetto. Un esempio di item che valuta le attese di un ufficio in linea con quello precedente potrebbe essere: gli impianti dei centri benessere dovrebbero essere curati)
3. Confrontare i valori della percezione con i valori delle attese.

Se il risultato di questo confronto ha valore negativo, l'oggetto/servizio non ha soddisfatto i clienti che ne hanno usufruito. Diversamente, se il valore della percezione è maggiore rispetto alle attese, questo rapporto rappresenta un indicatore del grado di soddisfazione dei consumatori.
Nella progettazione di scale di valutazione della soddisfazione del cliente basate sul modello servqual, molta attenzione deve essere posta sulla fase di creazione degli item che compongono le scale riguardanti le aspettative e le percezioni. Il criterio di fondo deve essere una perfetta corrispondenza tra aspettative nei confronti della tipologia di prodotto/servizio e le percezioni nei confronti dello specifico prodotto/servizio che deve essere indicatore di una totale conformità nei confronti della tipologia in generale. La stesura degli item potrà tenere conto di questa caratteristica del paradigma della discrepanza attraverso alcune indicazioni:
- Inserire ogni elemento di valutazione del prodotto/servizio in maniera corrispondente sia nelle percezioni (esempio: il centro benessere xx ha una struttura esteticamente invitante) che nelle aspettative (esempio: i centri benessere dovrebbero avere delle strutture esteticamente invitanti).
- Costruire gli item bilanciando in maniera equidistante la percezione dall'aspettativa. Più nel dettaglio è importante usare le stesse connotazioni qualitative sia nelle percezioni che nelle aspettative. Se per esempio nelle percezioni che compongo l'item (relativo ad un negozio di abbigliamento) "l'estetica di questo punto vendita è molto curata", è necessario che nelle aspettative l'item corrisponda: "è importante che l'estetica dei negozi di abbigliamento sia molto curata.
- Costruire un numero accettabile di item per ogni area che compone il modello Servqual (aspetti tangibili, affidabilità, capacità di risposta, capacità di rassicurazione, empatia) facendo sì che coprano tutti i componenti fondamentali del prodotto/servizio.

## La "people satisfaction"
Fra i molti lemmi tipici dei nostri tempi e peculiari del lessico politico, economico, sociologico, vi è quello della people satisfaction, nelle molte e complesse sue interpretazioni, spesso abusate. Per people satisfaction si intende un programma di conoscenza e utilità oltre la customer, dove la differenza non è puramente nominale, bensì generatrice di una diversa prospettiva d'azione e che coinvolge massivamente diversi attori, dal cittadino, al management, ai politici, in un'ottica co-relazionale. La people satisfaction è stata ideata a Mantova nella seconda metà degli anni 90 da un manager pubblico (e valutatore): tale termine si è subito diffuso in Italia e all'estero (dove si registrava solamente il generico americanismo people's satisfaction). People satisfaction è un nuovo concetto dove le diverse ottiche sono integrate tra di loro, sono ricomposte, fatte convergere in modo sufficientemente organico e non lasciate al loro singolo destino. People satisfaction diventa un metodo di valutazione della qualità che, partendo da soggetti, strutture, prospettive diverse, tenta di renderle compatibili e coordinate in vista di un determinato fine. La valutazione è finalizzata sia ad un uso diretto e immediato (cosa fare qui ed ora), sia ad uno cognitivo (connesso al modello di learning organization).
Nella pubblica amministrazione, dove la people satisfaction è stata introdotta per la prima volta in Italia – e di cui hanno ampiamente parlato i maggiori quotidiani economici – i risultati sono stati maturati a livello gestionale interno ma hanno avuto anche un forte impatto sociale (per intraprendere azioni coerenti con esigenze e aspettative). In particolare, secondo Giovanni Urbani, nella pubblica amministrazione è servita per trarre utili indicazioni riguardo: front office, back office, valutazione per un piano della formazione interna, valutazione della struttura che eroga un determinato servizio, valutazione dei servizi erogati, valutazione del management, valutazione dei cambiamenti possibili. Recentemente tale termine, in modo erroneo, ha assunto anche il significato di "indagine per l'ascolto del clima" di una organizzazione (che è solo uno dei vari aspetti della people satisfaction originariamente ideata).